# Капуста, Петре
Петре Капуста (рум. Petre Capusta, род. 14 июня 1957, Сарикёй, Тулча) — румынский гребец на каноэ, вице-чемпион Олимпийских игр 1980 года в Москве в двойках на дистанции 500 м (вместе с Иваном Пацайкиным).
Как и Пацайкин, Капуста родился в уезде Тулча в семье выходцев из России.
В финальном заезде московской Олимпиады на дистанции 500 м Капуста и Пацайкин финишировали вторыми, уступив 0,73 сек венгерским гребцам Ласло Фольтану и Иштвану Вашкути, и завоевали серебро. Для Капусты это было единственное в карьере выступление на Олимпийских играх.